# Qasr al-Nil-brug
De Qasr al-Nil-brug is een brug in Caïro, Egypte. De brug overspant de Nijl. De weg, de Qasr el-Nilstraat, loopt vanuit het Tahrirplein in het centrum, langs het Hiltonhotel en Egyptisch Museum, over de brug, naar het Cairo Opera House en andere plaatsen in de wijk Zamalek en op het eiland Gezira. Op het begin en eind van de brug staat vier standbeelden van leeuwen, die ontworpen zijn door Henri Alfred Jacquemart.

## Constructie
Op de plek van de brug stond eerst een andere brug, de Kobri el Gezira, die in 1872 gebouwd werd. De eerste steen van deze brug werd gelegd door Foead I van Egypte op 4 februari 1931. Hij opende de brug op 6 juni 1933. De brug heette voorheen Khedive Ismail Bridge, vernoemd naar de vader van Koning Foead, Isma'il Pasha..

## Zie ook

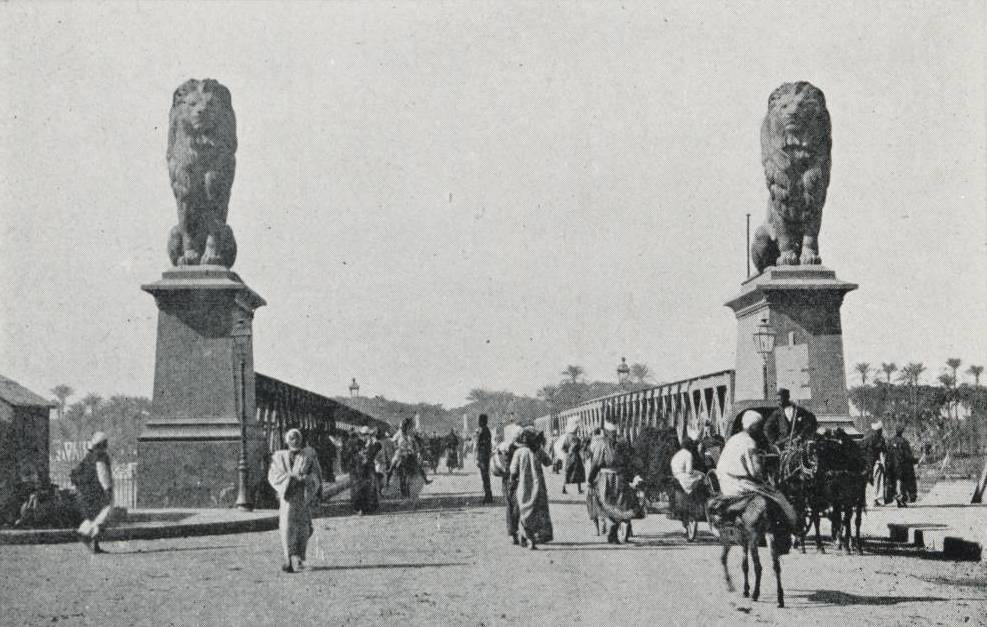
In 1906
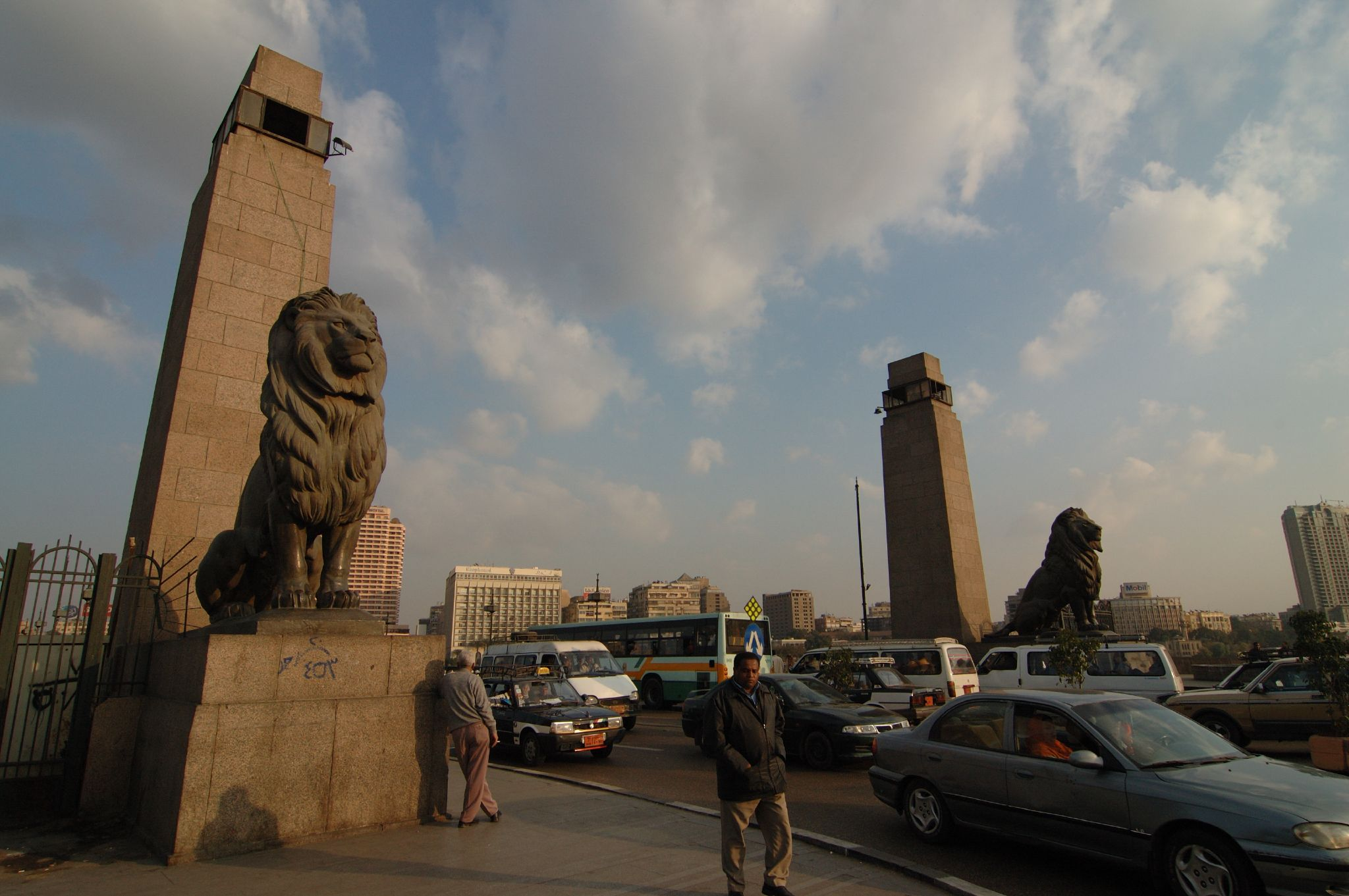
In 2006